# Stamford (Teksas)
Stamford – miasto w Stanach Zjednoczonych, w stanie Teksas, w hrabstwie Jones.